# Quintus Eclogius
Quintus Eclogius, Eulogius lub Elogius – pisarz rzymski poświadczony przez Swetoniusza [Vitell. 1].
Według Swetoniusza Kwintus Eclogius był autorem krótkiego dzieła o Kwintusie Witeliuszu. W czasach Swetoniusza historycy żywyli sprzeczne opinie o pochodzeniu rodu Witeliuszów. Książeczka Eclogiusa zawierała dane o bardzo dawnym pochodzeniu rodu Witeliuszów, mających wywodzić się od króla Aborygenów Fauna i bogini Witelii.